# DART Light Rail
La DART Light Rail (IPA: [di-eɪ-ɑr-ti laɪt reɪl]) è la rete metrotranviaria che serve la città di Dallas e i suoi sobborghi, nello Stato statunitense del Texas. È gestita dalla Dallas Area Rapid Transit (DART).
La rete è lunga 150 km con 65 stazioni e si compone di quattro linee: la linea blu e la linea rossa, aperte il 15 giugno 1996, la linea verde, aperta il 14 settembre 2009, e la linea arancione, attivata il 6 dicembre 2010. Nel 2015, con i suoi 30 116 600 passeggeri è la rete più trafficata degli Stati Uniti meridionali e la settima di tutto il paese.

## La rete
| Linea           | Percorso                                     | Apertura | Ultima estensione | Lunghezza | Stazioni |
| --------------- | -------------------------------------------- | -------- | ----------------- | --------- | -------- |
| Linea rossa     | Parker Road ↔ Westmoreland                   | 1996     | 2002              | 44,6 km   | 25       |
| Linea blu       | Downtown Rowlett ↔ UNT Dallas                | 1996     | 2016              | 43,1 km   | 23       |
| Linea verde     | Buckner ↔ North Carrollton/Frankford         | 2009     | 2010              | 44,3 km   | 24       |
| Linea arancione | Parker Road ↔ Aeroporto di Dallas-Fort Worth | 2010     | 2014              | 22,5 km   | 29       |